# أنخيل رودريغيز (كرة سلة)
أنخيل رودريغيز (بالإسبانية: Ángel Rodríguez) مواليد 5 ديسمبر 1992 في بورتوريكو، هو لاعب كرة سلة بورتوريكي. بدأ مسيرته الاحترافية في سنة 2016. يبلغ طوله 5 قدم 11 بوصة (1.8 م). لعب كرة السلة الجامعية في جامعة ولاية كنساس. لعب مع شوليه باسكت في الدوري الفرنسي لكرة السلة الدرجة الأولى.

## روابط خارجية
- أنخيل رودريغيز على موقع الاتحاد الدولي لكرة السلة (الإنجليزية)
- أنخيل رودريغيز على موقع سبورتس رفرنس (الإنجليزية)
- أنخيل رودريغيز على موقع كرة السلة الأوروبية.كوم (الإنجليزية)
- أنخيل رودريغيز على موقع DraftExpress.com (الإنجليزية)
- أنخيل رودريغيز على موقع كلية كرة السلة في سبورتس رفرنس.كوم (الإنجليزية)
- أنخيل رودريغيز على موقع ريلجم (الإنجليزية)
- أنخيل رودريغيز على موقع بروبوليرز (الإنجليزية)
- أنخيل رودريغيز على موقع سبورتس رفرنس (الإنجليزية)
- أنخيل رودريغيز على موقع سبورتس رفرنس (الإنجليزية)